# Pasaporte jamaicano
El pasaporte jamaicano (en inglés, Jamaican passport) es un documento que se expide a los ciudadanos de Jamaica para viajes internacionales. El pasaporte es un pasaporte de Caricom ya que Jamaica es miembro de la Comunidad del Caribe.   
A partir de marzo de 2019, los ciudadanos jamaiquinos tenían acceso sin visa o con visa a la llegada a 93 países y territorios, clasificando el pasaporte jamaicano en el puesto 59 en términos de libertad de viaje (vinculado con el pasaporte de Papua Nueva Guinea) según el índice de restricciones de visa Henleyg.

## Declaración de pasaporte
Los pasaportes de Jamaica contienen en su cubierta interior las siguientes palabras en inglés solamente:

The Minister of Foreign Affairs requests and requires in the name of the Government of Jamaica all those whom it may concern to allow the bearer to pass freely without let or hindrance and to afford such assistance and protection as may be necessary

Español:

El Ministro de Relaciones Exteriores solicita y exige, en nombre del Gobierno de Jamaica, a todos aquellos a quienes corresponda que permitan al portador pasar libremente sin obstáculos ni impedimentos y que puedan proporcionar la asistencia y protección que sean necesarias.

## Apariencia física
Los pasaportes emitidos después de septiembre de 2001 son pasaportes legibles por máquina y, por lo tanto, llevan una zona legible por máquina que comienza con P <JAM. En la página del titular, se registra la siguiente información:
- Apellido
- Nombre de pila
- Nacionalidad (jamaicana)
- Fecha de emisión/caducidad
- Fecha y lugar de nacimiento